# Anatomia comparata
L'Anatomia comparata è una disciplina di sintesi appartenente alla biologia, fondamentale per lo studio della medicina veterinaria.
Essa opera mediante la “comparazione” fra le strutture anatomiche dei diversi gruppi di vertebrati e si pone l'obiettivo di individuare ed analizzare le cause della loro forma, della loro organizzazione strutturale e dei loro adattamenti.
Basandosi sulla teoria secondo cui le strutture anatomiche degli animali oggi viventi derivino da animali precursori, l'Anatomia comparata cerca di ricostruire storicamente i processi evolutivi (la filogenesi), indagando i rapporti di parentela fra gruppi di vertebrati attuali e fra gruppi attuali e gruppi ancestrali.
Le ragioni della forma animale sono ricondotte sostanzialmente a due fattori:
- la funzione o le funzioni svolte dalla singola struttura (anatomica e/o fisiologica) dell'animale;
- i condizionamenti imposti dalla selezione naturale sull'evoluzione del gruppo animale al quale l'organismo appartiene.

L'Anatomia comparata risulta, perciò, una scienza in costante evoluzione, sempre alla ricerca di nuove tecniche (anche interdisciplinari) per indagare le problematiche della relazione tra struttura e funzione e tra struttura ed evoluzione.

## Storia
I primi studi documentati improntati al confronto delle strutture anatomiche dei diversi vertebrati risalgono a Leonardo da Vinci, che nel Codice Atlantico (databile tra il 1478 e il 1518), nel Codice sul volo degli uccelli (databile intorno al 1505) e nei Fogli di Windsor (databili anch'essi tra il 1478 e il 1518) disegnò, analizzò e confrontò particolari anatomici di svariati vertebrati fra cui anche l'uomo.
Nel 1555 Pierre Belon pubblicò a Parigi il libro “Histoire de la nature des Oyseaux avec leur description et naif portraicts retirés au naturel” nel quale compariva uno dei primi esempi di confronto tra strutture anatomiche (nella fattispecie l'apparato scheletrico) di animali differenti, un uccello e l'uomo. L'autore tentava, inoltre, di stabilire delle “equivalenze” tra i singoli elementi della struttura, equiparando, ad esempio, le braccia e le mani dell'uomo con quelle di altri vertebrati (ad esempio con il pipistrello che possiede due"mani" ricoperte da uno strato cartilagineo).
La consacrazione dell'Anatomia comparata come disciplina autonoma, comunque, si realizzò con Georges Cuvier (1769 – 1832) verso la fine del Settecento, anche a seguito della nuova visione, maturata nel Rinascimento, dell'uomo come animale tra gli animali. Tale visione aveva portato nuova attenzione sulla scienza, e sulla Zoologia in particolare, provocando il fiorire di nuove discipline di ricerca.
Cuvier, considerato in modo unanime padre dell'Anatomia comparata, ipotizzò per primo le “estinzioni di massa” e sostenne il concetto di “invariabilità” delle specie.
Alla sua nascita l'Anatomia comparata prese in considerazione l'intero regno animale, con i suoi due grandi raggruppamenti: i Vertebrati (subphylum dei Cordati) e gli Invertebrati (letteralmente tutti i non Vertebrati).
In seguito allo sviluppo delle conoscenze e con l'affermazione dell'approccio evoluzionista, di fatto tale disciplina ha ristretto il proprio campo di indagine al solo mondo dei Vertebrati (Agnati, Pesci cartilaginei e ossei, Anfibi, Rettili, Uccelli e Mammiferi), ponendo maggiore attenzione al confronto tra animali attuali e fossili e lasciando alla Zoologia vera e propria lo studio e la descrizione sistematica dell'intero regno animale.

## Le metodologie
Dalla sua nascita (nel 1600) ad oggi la morfologia animale, intesa come “scienza che studia la forma e la struttura di organismi animali”, ha spostato gradualmente il suo approccio da un'analisi prettamente macroscopica (basata cioè sull'osservazione di ciò che è visibile all'occhio umano) ad una microscopica, tanto da renderla il metodo di ricerca più importante.
Le raccolte di strutture scheletriche e di preparati dissettori, e le collezioni sistematiche, fondamentali per i ricercatori del passato, pur mantenendo il loro fascino storico ed un'importanza notevole nel campo della didattica, sono stati sostituiti nella ricerca attiva da metodologie interdisciplinari che sfruttano, da un lato, le più moderne tecniche di biologia cellulare, dall'altro, tecniche di analisi computerizzata (al fine di ottimizzare l'identificazione macroscopica della forma).